# Ioan Bolborea
Ioan Bolborea (n. 24 martie 1956, Hunedoara) este un sculptor român.

## Biografie
Ioan Bolborea s-a născut în Hunedoara, în 1956, când tatăl său efectua, acolo, serviciul militar. Și-a petrecut copilăria în zona Brașovului și a Făgărașului. A intrat în 1971 la Liceul de Artă din Brașov, unde l-avea ca profesor pe Florin Codre. După absolvire, în 1978 a fost admis la Institutul de Arte Plastice „Nicolae Grigorescu” din București, pe care l-a absolvit în 1981
În 1990 a plecat în Franța, unde a avut o expoziție colectivă în cinstea înfrățirii dintre Câmpina și un orășel de la marginea Parisului. Pictura era reprezentată prin Mihai Săvulescu, Simion Crăciun, Todecan Mircea, iar el cu sculptura. După vreo două săptămâni, a plecat în Belgia și Luxemburg.
Întors în țară, a pus bazele unei turnătorii pentru sculpturi în bronz, cumpărând, la începutul anilor ’90, turnătoria de bronz a Uniunii Artiștilor Plastici. Această „fabrică de monumente” dispune de o turnătorie în ceară pierdută, o ipsosărie și o secție de restaurare.
În prima parte a anului 2019, Primăria Capitalei, prin AMPT, a formulat pe numele sculptorului Ioan Bolborea o plângere penală pentru înșelăciune, pentru că mai multe dintre turnările în bronz realizate de el (Căruța cu Paiațe, I.L. Caragiale, Vioara Spartă, Al. I. Cuza și Împăratul Traian) s-ar fi dovedit, în urma expertizării, a fi realizate din alamă care este mai ieftină, și nu din bronz, cum prevedeau contractele. Artistul respinge acuzațiile, susținând că primăria folosește motivele astea pentru că are un proces cu el legat de contractul pentru monumentul Marii Uniri, pe care primăria l-a reziliat.

## Opera
- Grupul statuar „Căruța cu paiațe” din București (2005), inaugurat la 19 decembrie 2010.
- Monumentul Reconcilierii la Arad sau Monumentul „Revoluției Române de la 1848, are aspectul unui arc de triumf amplasat în Parcul Reconcilierii. Profilurile în bronz reprezintă România descătușându-se și Uniunea Europeană, pe o față, și România și minoritățile, pe cealaltă față a arcului. Pe fiecare parte, între scenele menționate, se află câte un text, primul fiind un citat din Avram Iancu, iar al doilea din Simion Bărnuțiu. Urmează pilonii arcului de triumf, pe care sunt reprezentați, în basoreliefuri de bronz, de câte 5 metri înălțime fiecare, cei mai importanți eroi pașoptiști: Cuza, Kogălniceanu, Negri, apoi Alecsandri și Barițiu, Avram Iancu, Rosetti, Magheru și, în fine, Bălcescu, stând alături de Kossuth, aceasta fiind o dorință expresă a unor arădeni.
- Monumentul Eugen Ionescu la Slatina, 2002-2003, o lucrare de 3,5 metri, în bronz.
- Monumentul Infanteriei din București amplasat în Parcul Kiseleff, în care a imortalizat doi generali de armata, Mihail Popescu si Vasile Apostol.[7]
- Monumentul „Horea, Cloșca și Crișan” Alba Iulia
- Monumentul lui Eugeniu Carada din București (reconstituire).
- Fântâna Vioara Spartă, instalată în "parcul Colțea" din București.
- Lucrările de turnare pentru Statuia împăratului Traian din București, opera lui Vasile Gorduz, amplasată pe treptele Muzeului Național de Istorie a României.

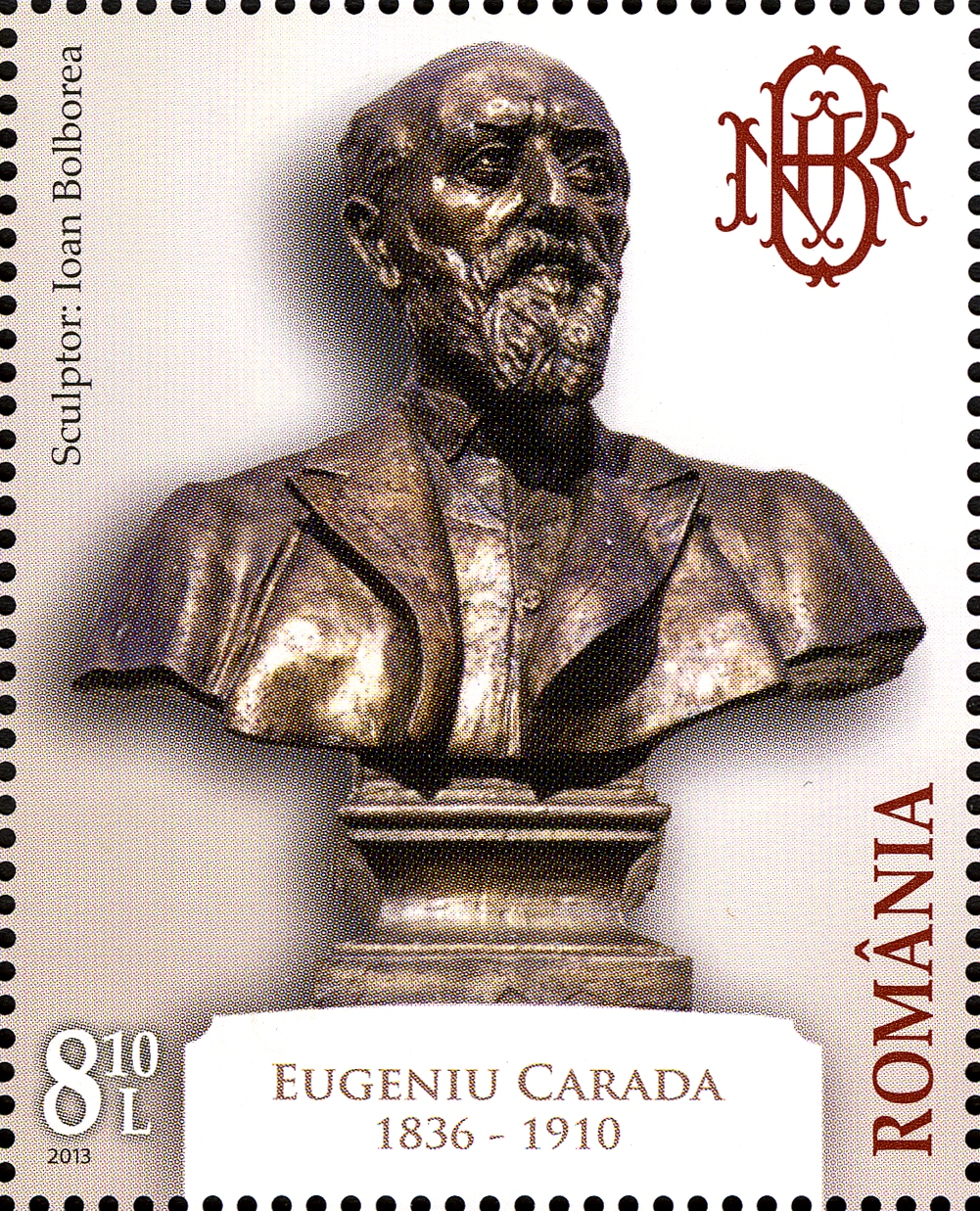
Marcă poștală cu bustul lui  Eugeniu Carada, element din Monumentul lui Eugeniu Carada din București
Caragealiana, grupul statuar instalat în fața Teatrului Național „Ion Luca Caragiale” din București